# إسحاق بك
إسحاق بك أو إسحاق بك هرانيتش كان حاكمًا وجنديًا عثمانيًا، سنجق بك أسكوب من 1415 إلى 1439.

## سيرة شخصية
وفقًا لبعض المصادر، كان أحد أفراد عائلة هرانوسيتش/Hranušić البوسنية، وأطلق سراحه من العبيد وابن باشا يجيت بك Pasha Yiğit Bey بالتبني. من المحتمل جدًا أنه وفقًا لروح العادات السائدة في ذلك الوقت، أرسله شقيقه سندلي هرانيتش Sandalj Hranić إلى بلاط السلطان كخطوة سياسية ودبلوماسية كدليل على الولاء للسلطان. كان والده البيولوجي هو هرانا فوكوفيتش، واسمه الكامل إسحاق بك هرانيتش، ووفقًا له، فإن ابن إسحاق الأكثر شهرة عيسى بك، إلى جانب والده وجده، سيكون - Isa Bey Ishakovi Hranušić. إسحق بك هو مؤسس الفرع العثماني لعائلة كوساتشا - عيسى بيكوفيتشKosača-Isabegović البوسنية الأرستقراطية.
تم تعيين إسحاق حاكماً من قبل الباب العالي وقت غزو فوتشا، وشاينيتشا، وبلييفليا، ونيفيسيني في البوسنة والهرسك اليوم. 
في عام 1420، نظم إسحق بك حملة خاصة ناجحة في البوسنة لدعم نضال أخوه سندلي هرانيتش ضد أعدائه. أعدم خصم سندلي بيتر بافلوفيتش ثم قام إسحاق بك بتقسيم الأراضي المحتلة مع سندلي.
في محاولة لتخفيف الضغط العثماني أثناء حصار سالونيك، ألهمت جمهورية البندقية جون كاستريوتي للتمرد على العثمانيين في عام 1428. بعد أن استولى العثمانيون على سالونيك في أبريل 1430، استولت قواتهم بقيادة إسحاق بك على معظم أراضي جيون. نصب ثكنة عثمانية في قلعتين من قلاع جيون ودمر ما تبقى منها. في ديسمبر 1434 خلال ثورة ألبانية سار في جنوب وسط ألبانيا لكنه هزم من قبل جيرجي أريانيتي . تذكر المصادر المعاصرة من مجلس الشيوخ في راغوزا أن العديد من الجنود العثمانيين تم أسرهم، بينما هرب إسحق بك مع مجموعة صغيرة.
في عام 1439، عندما كان عائداً من رحلته إلى مكة، أمره السلطان بالانضمام إلى قوات شهاب الدين باشا ومحاصرة نوفو بردو، وهي مدينة تعدين محصنة ومهمة في ديسبوتية الصرب . في 6 أغسطس 1439 هزمت القوات العثمانية بقيادة إسحاق بيك قوات ديسبوتية الصرب في معركة وقعت بالقرب من نوفو بردو. في نوفمبر 1443 قاد أحد الجيوش العثمانية خلال معركة نيش التي انتهت بهزيمة العثمانيين.
عين السلطان همت زاده نسوه بك ليكون الحاكم الجديد لسنجق البوسنة في الفترة ما بين 1439 و 1454 عندما تولى عيسى بيك إيشاكوفيتش، ابن إسحاق بك وحاكم سكوبسكو كراجيشتي، السيطرة على سنجق البوسنة أيضًا في الفترة من 1454 إلى 1463. كان حفيده غازي محمد بك عيسى بيكوفيتش المعروف أيضًا باسم شلبي سنجق بك لسنجق البوسنة في الفترة 1484-1485 وسنجق بك لسنجق الهرسك في الفترة 1507-1510 و1513-1515.